# Pervomaiskyi
Pervomaiskyi (tiếng Ukraina: Первомайський) là một thành phố của Ukraina. Thành phố này thuộc tỉnh Kharkiv. Thành phố này có diện tích ? km², dân số theo điều tra dân số năm 2001 là 32.523 người.